# Governació de Xàtiva

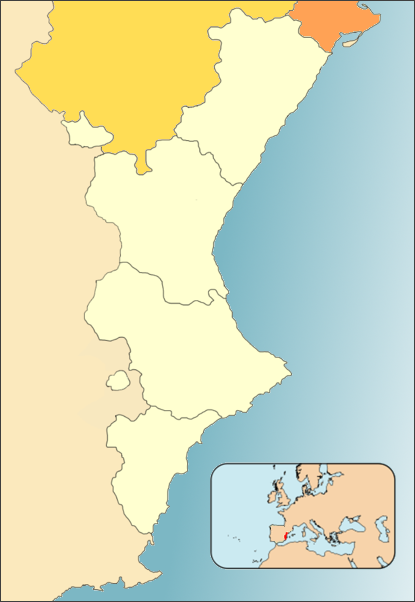
La Governació de Xàtiva comprenia l'enclavament de Cabdet.

La Governació de Xàtiva, també coneguda com a governació dellà Xúquer, va ser una antiga demarcació administrativa del Regne de València, una de les tres en què fou subdividida la governació de València, d'ací que de vegades apareix amb el nom de sotsgovernació; d'origen medieval i que subsistí fins al decret de Nova Planta de 1707. Aquesta governació, però, va tenir períodes on va ser independent de la de València, com va ser la Governació d'Oriola sobretot els primers segles d'existència de l'antic Regne de València.

## Territori
Comprenia la part del País Valencià entre el riu Xúquer i la línia de Biar a Busot, límit meridional del Regne de València des de la conquesta de Jaume I fins a la incorporació de la meitat nord del Regne de Múrcia el 1305 i en conseqüència de la governació d'Oriola. El seu governador era lloctinent del governador de València (és a dir, del portantveus del governador general del regne), que tenia jurisdicció damunt seu excepte en els períodes que la governació va ser independent de la de València.
Arran del tractat de Nova Planta la Governació medieval fou recreada pel govern borbònic el 1707. Aquesta segona Governació anomenada també govern, partit o corregiment de Xàtiva (o de Sant Felip). Comprenia la Costera (excepte la vall de Montesa), la Vall d'Albaida (excepte l'Alforí i Agullent), la Valldigna, un sector de la Safor (Xeraco, Xeresa, Ròtova, Llocnou de Sant Jeroni, Castellonet, Palma, Almiserà, Ador, Alfauir) i un sector de la Ribera Alta (l'Énova, Sant Joan de l'Énova, la Pobla Llarga, Senyera, Castelló, Rafelguaraf, Manuel).
Amb la divisió provincial del 1833 la governació fou suprimida definitivament.

## Governadors de Xàtiva
- Conrad Llança (1280-1281)[4]
- Ximen Zapata (1282)[4]
- Bernat de Bellvís (1283-1285)[4]
- Ramón de Santleir (1286-1988)[4]
- Jaume Castellà (1289-1305)[4]
- Gombau d'Entença (1306-1321)[4]
- Ponç d'Almenar (1322-1373)[4]
- Pau d'Esterme (1374-1398)[4]
- Francesc Ponç de Fenollet (1399-1412)[4]
- Joan Roglà (1413- ?)[4]
- Lluís Carròs de Vilaragut (1522-?)
- Lluís Ferrer[5]
- Ventura Ferrer (1686-1698)[6]
- Francesc de Milà i Aragó[7]
- Joan Jacint Tàrrega i Salvador (? -1707)